# Gubeša
Koordinati:   42°54′30″N, 16°44′31″E
Gubeša je majhena nenaseljena čer v Jadranskem morju. Pripada Hrvaški.
Gubeša leži med otokom Korčulo in jugovzhodnim delom otočka Zvirinovik, od katerega je oddaljen okoli 0,5 km. Njegova površina meri 0,012 km². Dolžina obalnega pasu je 0,39 km.